# Tyrrell 018
La Tyrrell 018 fu una monoposto della scuderia Tyrrell che corse nelle stagioni 1989 e nelle prime gare del 1990.
Progettata da Harvey Postlethwaite e Jean-Claude Migeot, era spinta dal classico motore Ford Cosworth V8. Il miglior risultato in gara fu il secondo posto di Jean Alesi al Gran Premio degli Stati Uniti 1990. L'anno precedente il britannico Jonathan Palmer aveva conquistato in Canada l'ultimo giro veloce nella storia della squadra inglese.